# Masashi Wakasa
Masashi Wakasa (若狭 大志 Wakasa Masashi?, Saitama, 24 de julio de 1989) es un exfutbolista japonés que jugaba como defensa.

## Trayectoria

### Clubes
| Club             | País  | Año       |
| ---------------- | ----- | --------- |
| Oita Trinita     | Japón | 2012-2015 |
| JEF United Chiba | Japón | 2016-2017 |
| Tokyo Verdy      | Japón | 2018-2021 |
| Vegalta Sendai   | Japón | 2022-2023 |